# 天正4年興福寺別当相論
天正4年興福寺別当相論（てんしょう4ねんこうふくじべっとうそうろん）とは、天正4年（1576年）に発生した興福寺の別当職を巡る相論。

## 経緯
興福寺では天正元年（1573年）9月以来、松林院光実（日野内光の子・広橋守光の養子）が207代別当を務め、同族の東北院兼深（広橋兼秀の子）が権別当を務めていた（広橋守光の嫡男が兼秀であるため、兼深から見れば光実は義理の大叔父にあたる）。ところが、天正3年（1575年）頃より、兼深は光実の後任に就任できるように朝廷に働きかけており、同年7月には正親町天皇より密かに勅許を得ていたと考えられている。これを知った光実は辞任に抵抗を続けているが、天正4年5月には別当から退くことになった。光実が退くことを知った兼深は予定通りに次期別当に立候補したが、そこへ203代の別当であった尋円（九条尚経の子）も立候補の意思を示した。尋円は天文18年（1549年）から永禄6年（1563年）にかけて14年もの長きにわたって別当を務め、既に大乗院門主を附弟の尋憲（二条尹房の子）に譲って、「大御所」と俗称される立場であった。
5月22日、兼深の申状が頭弁日野輝資から南曹弁中御門宣教に届けられ、翌日に藤氏長者二条晴良に届けられた。興福寺の別当職は朝廷からの宣下で任命されるが、実質的な決定権は氏長者である藤氏長者が持ち、また藤原氏系の弁官1名は南曹弁と呼ばれて藤氏長者を補佐して興福寺と勧学院に関する事務を扱っていた。しかし、輝資が宣教に首尾を確かめようとしても、宣教は曖昧な返事を繰り返して、回答をはぐらかしていた。なお、日野輝資は兼深の甥で、光実の実家・日野家を相続した人物で、二条晴良は尋憲の兄にあたる。
その間に大乗院を中心とする学侶たちは兼深の別当の資格を否定する意見を記した申状を5月27日に提出し、それは翌日には京都に到着した。趣旨としては、門跡（大乗院と一乗院、基本摂関家出身者が門主を務める）以外の院家の院主が別当を務めるには維摩会において最も重視された竪義論義の出題を行う「探題」を務める必要があるが、兼深はまだ探題を務めておらず不適切であるというものであった。ただし、兼深もこの反論は予想していたらしく、過去の先例を上げて、探題経験は必要条件ではないと主張していた。また、興福寺においても竪義論義の論義に参加する「講師」の方が重要視されており、前回永禄7年（1564年）の維摩会において講師を務めた兼深は学侶側の主張に反発していた。6月4日には学侶たちの意向を受けた尋憲が上洛した。
ところが、6月6日になって石山本願寺を攻撃中（天王寺の戦いを参照）であった織田信長が京都に帰洛した。それを知った尋憲は信長に自分達の主張を伝えるために、信長が前年の絹衣相論の混乱をきっかけに朝廷の訴訟を管掌するために任じた四人衆と呼ばれる奉行役の公卿4名（勧修寺晴右・甘露寺経元・庭田重保・中山孝親）に書状を提出した。しかし、7日に正親町天皇の異母妹で兼深の姪にあたる聖秀女王が信長に直接会って兼深への支持を願ったことから事態が急転する。信長はその日のうちに四人衆に会って事情を確認し、更に翌8日には学侶側の人物（恐らくは尋尊）とも面会した。そして、8日のうちに信長は二条晴良に書状を送った。その中で信長は双方の主張に食い違いがあることを理解した上で、「近代の慣例になっている寺法に従って、氏長者であるあなた（晴良）が決定すべき」と述べた上で、「もし（正親町）天皇の叡慮を掠め取り、間違った方向に向かいそうになったならば、あなたが諫言すべきである」と述べた。これは、寺法に基づいて晴良が尋円を任じることを支持する意見表明であった（ただし、直接尋円の名前を挙げたわけではないことに注意を要する）。晴良はこれに従って尋円を別当に任じる奉書を発給し、それは信長の書状の写しと共に10日に興福寺へ届けられた。信長は8日のうちに安土城に帰城した。
ところが、12日になって四人衆が安土城を訪れた。その後の経緯を考えると、正親町天皇の意向は兼深であることを伝えたと考えられている。これを裏付けるものとして、差出人不明ながらも、信長から瓜を贈られた謝礼と共に兼深から先例を提示されて兼深の任命に同意して四人衆を安土城に送ったことを謝罪して、処分を受けた四人衆（後述）に対する早期の赦免を取り成す内容が記された書状が残されている。信長はこの年の6月29日に儲君の誠仁親王宛てに瓜を贈っていることから、差出人は誠仁親王で、父である天皇の代わりに謝罪する意味合いがあったと考えられている。なお、金子拓は現存する史料から兼深は南北朝時代末期に複数の先例を見出したことが判明しており、兼深は信長が晴良に充てた書状の内容を確認した後も信長の言う「近代の慣例」にはその頃の例を含んでいると解釈して晴良が天皇の叡慮を掠め取っていると主張し、正親町天皇や四人衆も書状の内容が暗に尋円を支持しているとは受け止めなかったのではないかとしている。そもそも、兼深が相論の1年前から天皇に対して直接別当への任命を働きかけ、天皇が藤氏長者（晴良）に相談のないまま、将来の別当就任を兼深に約束する叡慮が示されていた事情を信長がどこまで把握していたかは不明である。
驚いた信長は万見仙千代と堀秀政を興福寺に派遣して寺務を取り扱う五師と呼ばれる5名の僧侶に事情聴取を行った。21日付で五師から提出された3か条からなる書状には「門跡である大乗院と一乗院の門主は、一度維摩会の講師を務めれば法会中でも別当に任じられる」「門跡以外の良家と呼ばれる院家は一度講師を務めた上に、もう一度維摩会を務めれば別当就任の資格を得られる」「近年の別当はいずれかの条件を満たしているが、東北院（兼深）は前回の維摩会で講師を務めているが、その後今日まで維摩会そのものが開かれていないので資格を得ることが出来ていない」と記されており、兼深は別当就任の資格を満たしていないとしていた。これを受け取った信長は23日に滝川一益と丹羽長秀を上洛させ、翌24日にこの書状を示して尋円を別当に任命するように上奏し、相論自体は結論が出されることになった。
しかし、信長は天皇の意向で本来あるべき決定がひっくり返され、自分が危惧していた「天皇の決定が掠め取られる」事態が発生したことに激怒して、それを止めなかった四人衆に蟄居と所領没収を命じ、それぞれの嫡男（勧修寺晴豊・庭田重通・中山親綱、甘露寺家は当時後継者不在）も連座した。また、兼深の居所である東北院は筒井順慶に封鎖されて兼深は興福寺からの退去を余儀なくされた。その後、8月に四人衆の所領没収は取り消され、11月には蟄居を免ぜられている。ただし、処分者に関して甘露寺経元は処分を免じられている説（『公卿補任』異本）や広橋兼勝（広橋家当主・日野輝資の兄）が処分されたとする説（『東大寺大仏殿尺寸并私日記』）もある。信長は6月29に誠仁親王に瓜を進上するにあたって、烏丸光康・飛鳥井雅教両大納言に充てた書状には自分の意向が天皇に伝わらずに禁裏（天皇）の御外聞を失わせたことで信長も面目を失ったと、無念の思いを記している。前述の親王の瓜の御礼と共に出された謝罪の書状の背景はこうした信長の心情を前提にしたものと考えられる。
兼深は翌天正5年（1577年）9月に興福寺に戻ることが許されている。その年の12月に13年ぶりに開かれた維摩会で兼深が探題を務め、一方講師を務めた尋憲は師匠である尋円の譲りを受けて209代別当に任じられた。しかし、天正13年（1585年）11月20日に尋憲が急逝すると、兼深は再び別当に立候補する。当時の藤氏長者である近衛信輔やその弟である一乗院尊勢への働きかけが功を奏したことや兼深が探題を務めたことで異論を挟む余地がなくなったこともあり、同年12月2日に兼深が210代別当に任じられた。
この事件における信長の姿勢について、信長が朝廷の訴訟に介入して、公家の処罰を行っていることから、信長が朝廷全般に介入してその権限を犯していく過程と捉える見方が強い。しかし、朝廷側の不手際によって信長が介入せざるを得なかったとする見方もある。また、本件で重要なことは信長はあくまでも伝統に則った正しい手続で人選と任命が行われることを一貫して求めており、最終的にそれに則した形で解決をみていることである。